# Àcid fulmínic
L' àcid fulmínic és un compost químic de fórmula molecular HCNO. Va ser descobert el 1824 per Justus von Liebig. Aquest àcid orgànic és un isòmer de l' àcid ciànic i de l' àcid cianúric, el primer d'aquests descobert un any després per Friedrich Wöhler. L'àcid fulmínic i les seves sals són exemples d'explosius primaris, per exemple, el fulminat de mercuri.
Aquestes sals, usualment emprades com a detonadors per a altres materials explosius, són molt perilloses
L'àcid fulmínic, el qual és obtingut tractant amb àcids les sals anomenades fulminats, és un líquid oliós l'olor del qual és molt similar al de l'àcid prúsic, és molt explosiu, i els vapors que produeix són tòxics al mateix grau que els de l'àcid prúsic.
El primer fulminat preparat va ser la “plata fulminant” de LG Brugnatelli, qui va trobar el 1798 que, si la plata és dissolta en àcid nítric i la solució és agregada als esperits del vi, una pols blanca i altament explosiva és obtingut.
La següent sal en ser obtinguda va ser la sal mercúrica, el fulminat de mercuri,